# Malaxis urbana
Malaxis urbana är en orkidéart som beskrevs av Edward Warren Greenwood. Malaxis urbana ingår i släktet knottblomstersläktet, och familjen orkidéer. Inga underarter finns listade i Catalogue of Life.